# Cheumatopsyche pallida
Cheumatopsyche pallida is een schietmot uit de familie Hydropsychidae. De soort komt voor in het Afrotropisch gebied. De wetenschappelijke naam van de soort werd in 1920 als Hydropsychodes pallida gepubliceerd door Nathan Banks. Het type komt van Madagaskar.